# Quai d'Asnières
Le quai d'Asnières est une voie de circulation se trouvant à Villeneuve-la-Garenne.
Il est célèbre pour avoir été représenté par une toile du Douanier Rousseau, intitulée Vue du quai d'Asnières.

## Origine du nom
Le nom du quai s'explique par son orientation nord-sud en direction de la commune d'Asnières-sur-Seine.

## Historique
Comme toutes les voies de communication longeant un cours d'eau, celle-ci a une existence immémoriale.
À cet endroit, et tout le long de la Seine, se trouvait un chemin de halage qui permettait des marchandises, notamment vers le moulin de Cage.

## Bâtiments remarquables et lieux de mémoire
- Hôtel de ville de Villeneuve-la-Garenne.
- Centre culturel municipal Max-Juclier[2].